# Успорени снимак
Успоравање снимка је ефекат у монтажи којим се радње успоравају, тј. време трајања снимка се продужује.
Уобичајено, овај ефекат се постиже када се свака слика снимка у ствари усними убрзано (посебним камерама), а затим се снимак пусти нормалном брзином, која се онда види успорено.
Успорени снимак је врло значајан за спорт, јер се помоћу њега у неизвестним тркама, на пример, може утврдити победник. Такође, успорени снимци се често приказују након освојеног поена, како би гледаоци јасније видели тај потез.